# Andrêa Choi Chang-mou
Andrêa Choi Chang-mou (sinh 1936; tiếng Hàn:최창무 안드레아) là một Giám mục Hàn Quốc của Giáo hội Công giáo Rôma. Ông nguyên là Tổng giám mục chính tòa Tổng giáo phận Gwangju và Chủ tịch Hội đồng Giám mục Hàn Quốc. Trước khi trở thành Tổng giám mục Gwangju, ông từng là Tổng giám mục Phó của Giáo phận này. Ngoài ra, trước khi điều chuyển về Gwangju, ông còn là Giám mục Phụ tá Tổng giáo phận Seoul, tọa lạc tại thủ đô Hàn Quốc.

## Tiểu sử
Tổng giám mục Andrêa Choi Chang-mou sinh ngày 15 tháng 9 năm 1936 tại Munsan, thuộc Hàn Quốc. Sau quá trình tu học dài hạn tại các cơ sở chủng viện, ngày 9 tháng 6 năm 1963, Phó tế Choi Chang-mou, khi ấy 27 tuổi, tiến đến việc được truyền chức linh mục. Tân linh mục trở thành viên linh mục đoàn Tổng giáo phận Seoul.
Linh mục Choi Chang-mou là một linh mục dày dặn kinh nghiệm với hơn ba mươi năm trong công tác mục vụ. Ngày 3 tháng 2 năm 1994, tin tức từ Tòa Thánh loan đi về việc Giáo hoàng đã quyết định tuyển chọn linh mục Andrêa Choi Chang-mou lên chức Giám mục, với chức vụ cụ thể là Giám mục Phụ tá Tổng giáo phận Seoul, với chức danh Giám mục Hiệu tòa Flumenpiscense. Các nghi thức tấn phong cho vị giám mục tân cử được cử hành vào ngày 25 tháng 3 sau đ1o, với sự tham dự của ba giáo sĩ có chức giám mục khác, dự phần vào nghi lễ truyền chức. Chủ phong cho tân giám mục là Hồng y Stephen Kim Sou-hwan, Tổng giám mục Tổng giáo phận Seoul. Hai vị khác trong vai trò phụ phong, gồm có Giám mục Paul Kim Ok-kyun Giám mục Phụ tá Seoul và Giám mục Paul Kim Ok-kyun, cũng là một Giám mục phụ tá của Seoul. Tân giám mục chọn cho mình câu châm ngôn:말씀은 생명의 빛.
Sau năm năm trên sứ vụ linh mục tại Tổng giáo phận Seoul đặt tại thủ đô Hàn Quốc, ngày 9 tháng 2 năm 1999, Tòa Thánh loan báo tin Giáo hoàng quyết định chọn Giám mục Choi Chang-mou, thăng Giám mục này làm Tổng giám mục Phó Tổng giáo phận Gwangju. Gần hai năm sau, vào ngày 30 tháng 11 năm 2000, Tổng giám mục Phó Choi chính thức kế vị chức danh Tổng giám mục chính tòa Gwangju.
Sau gần mười năm trên cương vị Tổng giám mục Gwangju, ngày 25 tháng 3 năm 2010, Tòa Thánh cho biết đã chấp thuận đơn từ nhiệm của Tổng giám mục Choi, vì lí do tuổi tác theo Giáo luật. Tổng giám mục Phó Hyginus Kim Hee-joong lên kế vị Tổng giám mục chính tòa.
Ngoài các chức danh chính thức từ Tòa Thánh, Tổng giám mục Choi còn kiêm nhiệm vị trí Chủ tịch Hội đồng Giám mục Hàn Quốc từ năm 2002 đến năm 2005.